# كارباسيفيم

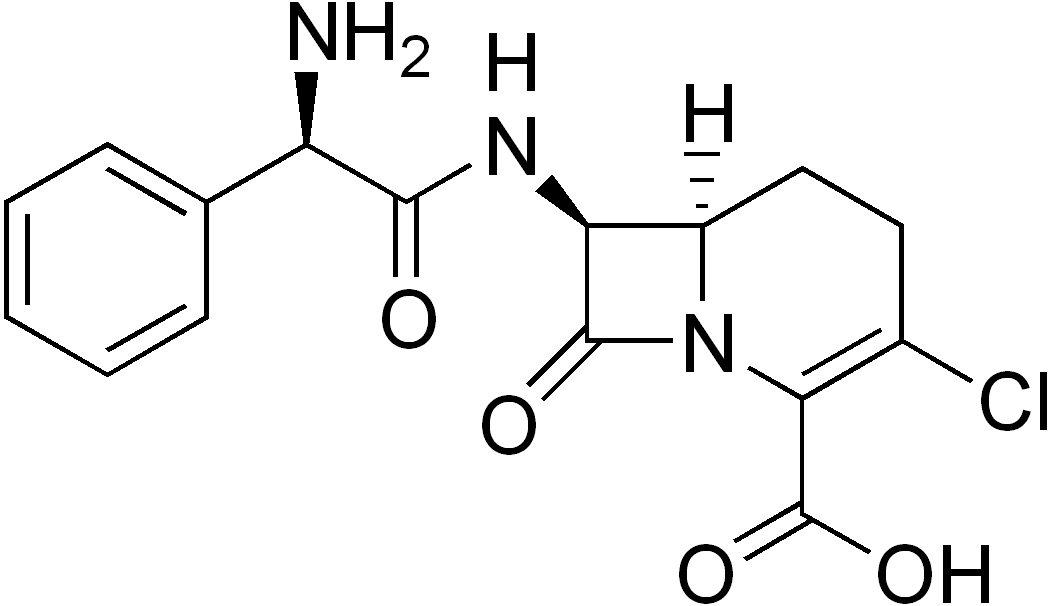
لوراكاربيف, كارباسيفيم

كارباسيفيم carbacephem هو مضاد حيوي  تم تصنيعه بالكامل استنادا إلى هيكل السيفالوسبورين. وCarbacephems تشبه الcephems لكن مع الاستعاضة عن الكربون بالكبريت.

## آلية العمل
يمنع انقسام الخلايا البكتيرية عن طريق تثبيط تخليق الجدار الخلوي الجرثومي.
والكارباسيفيم هي فئة جديدة من المضادات الحيوية بيتا لاكتام التي تتشابه في البنية التركيبة السيفالوسبورينات. الكارباسيفيم يختلف من السيفالوسبورين في استبدال ذرة الكبريت في حلقة dihydrothiazine مع مجموعة الميثيلين لتشكيل حلقة tetrahydropyridine. ونتيجة لهذا الاختلاف الهيكلي هي الطبقة carbacephem. الكارباسيفيم لديه استقرار كيميائي ملحوظ الذي يسمح بالتغير الهيكلي بطريقة لا يمكن القيام بها في السابق مع نظام حلقة السيفالوسبورين.

## التخليق
البيتا- كيتوإسترات مفيدة لتخليق الكارباسيفيم من مجموعة متنوعة من المتماثلات الصورية للاسترات الثنائية النقية  . وثبت استخدام استرات الفينيل لتوجيه انتقائية رجو.